# Классическая гитара

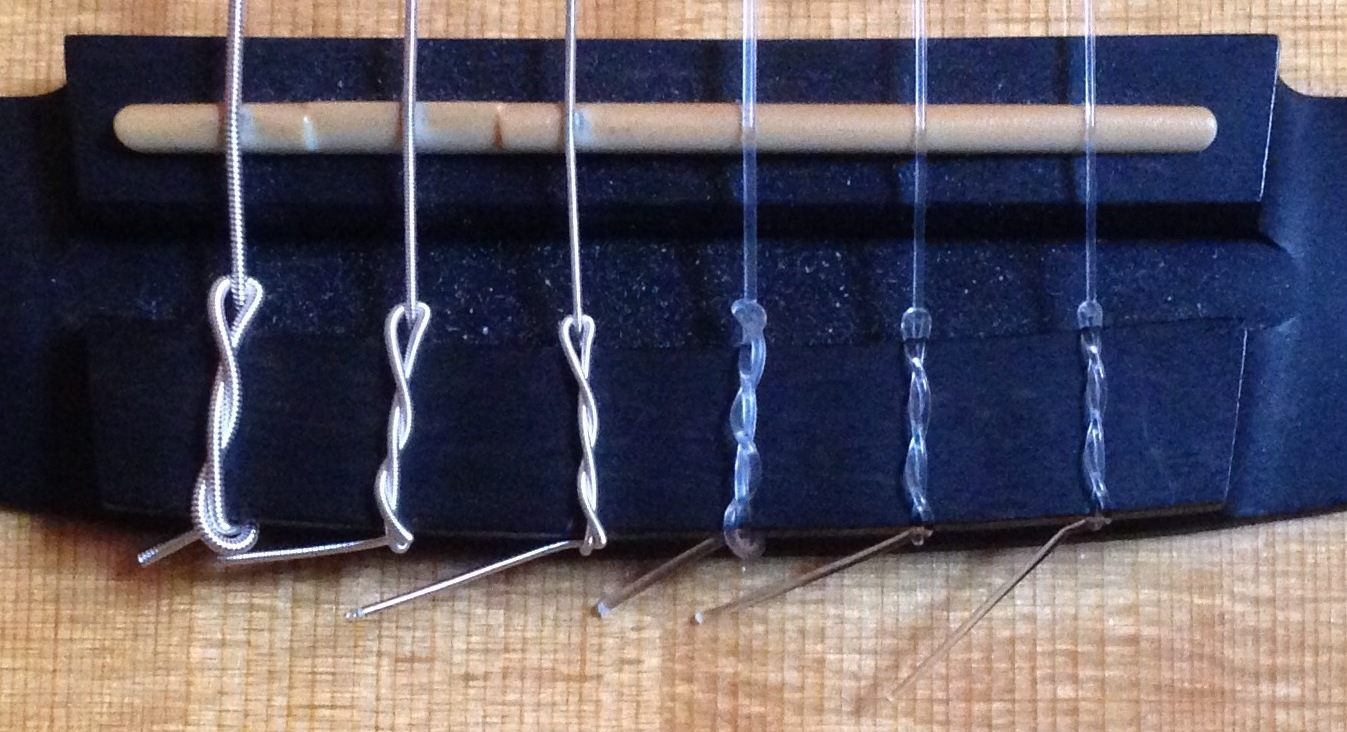
Крепление струн к струнодержателю классической гитары

Классическая (испанская, шестистру́нная) гита́ра — струнный щипковый музыкальный инструмент. Основной представитель семейства гитар в целом, и акустических гитар в частности. В современном виде существует со второй половины XVIII века, используется как сольный, ансамблевый и аккомпанирующий инструмент. Гитара обладает большими художественно-исполнительскими возможностями и широким разнообразием тембров. Является одним из самых популярных музыкальных инструментов в мире.
Классическая гитара имеет шесть струн, основной строй которых — E, A, d, g, b, e1 (ми, ля большой октавы, ре, соль, си малой октавы, ми первой октавы). Ряд музыкальных мастеров проводили эксперименты по добавлению дополнительных струн (десятиструнная гитара Фердинандо Карулли и Рене Лакота, пятнадцатиструнная гитара Василия Лебедева, девятиструнная, ГРАН-гитара и др.), однако такие инструменты широкого распространения не получили.

## Характерные особенности
Классическая гитара имеет ряд особенностей:
- Это акустический инструмент. Звук усиливается лишь деревянным корпусом гитары.
- Используются струны из синтетики: нейлона, реже — фторопласта[1][2]. Исторически до изобретения полимеров использовались так называемые «жильные» струны из кишок животных; в современности используются очень редко. У струн для классической гитары нет «головок» для крепления к струнодержателю; они закрепляются на нём специальным узлом, удерживаясь в натянутом состоянии силой трения между участками узла. Ставить на классическую гитару металлические (в том числе и стальные) струны недопустимо, так как они требуют в несколько раз большего натяжения для того же строя, что деформирует не рассчитанный на это инструмент.
- Наиболее распространённые породы древесины для изготовления корпуса классической гитары: палисандр или красное дерево для задней деки и обечаек, ель или кедр для верхней деки, или гриф из более дешёвых пород дерева, покрытый морилкой "Пaлиcaндр". Гриф может быть изготовлен из кедра или красного дерева (махагони).
- Гриф гитары более широкий, что с одной стороны, позволяет легче прижать нужную ноту, а с другой стороны, требует бо́льших усилий при игре (например, для баррэ́).
- Струны обычно перебирают пальцами. Часто гитаристы используют и ногти при игре, что позволяет достичь более яркого звучания. Однако на классической гитаре можно играть и медиатором, например, фламенко.
- Метки ладов на грифе расположены сбоку, а не на плоскости грифа. Это больше соответствует строгому дизайну гитары. На дорогих инструментах метки ладов могут и вовсе отсутствовать.
- У классических гитар между головкой грифа и корпусом гитары расположено только 19 ладов, а не 20 и более, как у остальных.
- Обычно классические гитары делают без пластмассовой пластинки (гольпеадора) под струнами. В этом нет необходимости, так как нет медиатора (плектра), которым можно повредить корпус, а каждая лишняя деталь на верхней деке ухудшает её акустику. Исключение составляют гитары-фламенко, где по корпусу часто бьют пальцами и ногтями (гольпе) — там такая пластинка просто необходима.
- Играют на классической гитаре обычно без микрофона или усилителей. Однако, в больших помещениях, или в шумной атмосфере используют простой микрофон, пьезоэлектрические звукосниматели: прикрепляющийся к верхней деке (так называемая «таблетка»), порожковый (вставляющийся вместо нижнего порожка) — или контактные датчики. В некоторые модели могут быть интегрированы темброблоки со звукоснимателями.
- Игра на классической гитаре предполагает и классическую посадку, при которой корпус гитары лежит на левой ноге, а гриф располагается под углом около 45° к полу. Для удобства под левую ногу[3] ставится подставка. В последнее время также появляются так называемые «суппорты» — подставки, устанавливаемые на колено. В этом случае подставка под ногу не требуется.

## Конструкция
См. также: Конструкция гитары.
Основными частями гитары являются корпус, гриф и 6 струн. Корпус имеет 4 поверхности: переднюю, заднюю и две боковых — левую и правую. Они называются соответственно верхняя дека, нижняя дека и обечайки.

### Верхняя дека
Верхняя дека оказывает основное влияние на звучность инструмента. Это еловая или кедровая доска толщиной 2,5-4 мм, склеенная по продольной линии из двух половин (в дорогих гитарах верхняя дека может быть цельной). В её очертании видны 2 выпуклые части — верхняя и нижняя — разделённые вогнутостью. Чуть выше центра верхней деки находится голосник — круглое отверстие диаметром 8,5 см. В просторечии голосник чаще всего называют розеткой, хотя на самом деле таковой является круглое украшение вокруг голосника.
На нижней, более широкой части верхней деки, находится подставка-струнодержатель. Она представляет собой прямоугольную пластину длиной 19-20 см и шириной 3 см из дерева твёрдых пород (чёрного или палисандра). В центре подставки есть возвышение длиной 8,4 см с прорезью, в которую вставлен нижний порожек — прямоугольная пластинка из кости или пластика. Порожек держит струны приподнятыми над декой, закрепляет их нижние концы и передаёт колебания струн корпусу. В нижней части подставки имеется 6 отверстий для закрепления нижних концов струн.
Верхняя дека укреплена с внутренней стороны системой пружин — деревянных перекладин, препятствующих её деформации из-за натяжения струн. В основе системы пружин лежат 2 перекладины, одна крепится поперёк деки выше розетки, другая — параллельно ей ниже. Эти планки соединяются с двух сторон розетки двумя другими, наклонными. На нижней части деки помещаются 2 планки, образующие тупой угол в самой нижней точке деки. От перекладины, укреплённой ниже розетки, до этих 2 планок веерообразно расходятся семь тщательно отшлифованных небольших планок различной толщины: три к одной, три к другой и одна посередине, по линии склейки деки из половин.

### Нижняя дека
Нижняя дека, или задняя стенка корпуса гитары, изготавливается из палисандра, кипариса, красного, амарантового или другого специального дерева. Состоит из половин, размерами и контуром сходна с верхней декой. Иногда для достижения полного и мягкого звука нижняя дека делается из скрипичного клёна. Кленовые нижние деки свойственны русской семиструнной гитаре. Самые отзывчивые — палисандровые, мгновенно отдающие яркий звук. Также нижняя дека может быть сделанной из тонких половин одинаковой толщины, быть абсолютно плоской — что характерно палисандру и красному дереву, или слегка куполообразной, то есть чуть-чуть выпуклой. Если заранее были выбраны плоские заготовки, то их немного выгибают под паром и склеивают. Отсюда неизбежны некоторые внутренние напряжения дерева. В случае деки из скрипичного клёна она может быть «долблёной», то есть иметь разную толщину и напоминать деку альта или виолончели. В настоящее время такие деки можно увидеть исключительно из клёна у старинных или заказных инструментов. Дело в том, что из клёна одной долблёной деки, может при распилке выйти две, а то и три деки — то есть она будет стоить дороже, и технология сложнее.

### Обечайки
Обечайки — две полосы шириной 9-10 см, соединяющие деки между собой и образующие боковые стенки корпуса. Изготавливаются из того же дерева, что и нижняя дека. Соединение обечаек с деками упрочивается отдельными полосками из австралийской ели, которые широкой стороной прикрепляются к обечайкам, а узкой — к декам.

### Гриф
Гриф изготавливается из кедра. Его длина 60-70 см, ширина 5-6 см и толщина 2,3 см. С лицевой стороны гриф плоский, с тыльной — слегка выпуклый. Он крепится к корпусу гитары в месте соединения обечаек посредством закреплённого выступа, называемого килем (пяткой или коленом). Плоская верхняя часть грифа покрывается накладкой — пластиной толщиной в несколько миллиметров из твёрдого дерева (чёрного, палисандра). В накладку врезаются 19 металлических ладовых порожков (в просторечии — лады), несколько закругляющихся кверху. Расстояния между ладами постепенно увеличивается по мере приближения к верхнему концу грифа.
На верхнем конце грифа находится головка. Головка продолжает гриф, расширяясь и отклоняясь назад. Изготавливается из цельного куска дерева, покрывается тонкой пластинкой обычно из палисандра. В головке выпилены 2 продольных отверстия, каждое из которых пересекают три колка с червячным механизмом.
- 1-я струна ми, зажатая на 5-м ладу, должна звучать в унисон с камертоном.
- 2-я струна си на 5-м ладу должна звучать в унисон с открытой 1-й.
- 3-я струна соль на 4-м ладу должна звучать в унисон с открытой 2-й.
- 4-я струна ре на 5-м ладу должна звучать в унисон с открытой 3-й.
- 5-я струна ля на 5-м ладу должна звучать в унисон с открытой 4-й.
- 6-я струна ми на 5-м ладу должна звучать в унисон с открытой 5-й.